# تاريخ اليميني
تاريخ اليميني، أو كتاب اليميني، هو كتاب تاريخي مكتوب باللغة العربية بأسلوب نثري مزخرف وسجع بلاغي، يتناول تاريخ حكم سبكتكين ومحمود.
كتبه المؤرخ أبو نصر محمد بن محمد الجباري العتبي، ويغطي حكم سبكتكين بالكامل وجزءًا من عهد محمود حتى سنة 410 هـ (1020 م). يحتوي الكتاب أيضًا على معلومات توثق حملات السلطان محمود وسقوط الدولة السامانية. لم يكن العتبي مرافقًا للسلطان محمود، حيث كان يعمل سكرتيره، مما جعل وصفه الجغرافي محدودًا وأسلوبه الكتابي يتسم بالطابع التقليدي الواضح. كما ذكر أنه تعمد إغفال العديد من الأحداث التي وجدها غير طبيعية أو مشكوكًا فيها، كونها لم تتناسب مع الأهداف التي حددها في المقدمة.

## المحتوى
يبدأ كتاب تاريخ اليميني في عام 965 م، لكنه لا يذكر السامانيون حتى عهد نوح بن منصور عام 976 م، بينما يتناول بالتفصيل البويهيون قبل عام 983 م. خلال غزو القراخانيين لمملكة السامانيين عام 991، يذكر الكتاب أن الحاكم الساماني فائق، ابن أبي الحسن السيمجوري، دعا حسن بن سليمان (بُغرا خان) لغزو بخارى.
يقدم العتبي معلومات متناقضة حول أسماء وعدد حكام الفريغونيين، حيث لم يذكر اسم أبو الحارث محمد، الحاكم الفريغوني الثاني.
كما يذكر أن سبكتكين عندما هزم جايابالا عام 988، استسلم له الأفغان والخَلَجيون في المناطق التي غزاها بين لامغان وبيشاور ووافقوا على خدمته. ويشير إقتدار حسين صديقي، بناءً على الترجمة الفارسية من القرن الثالث عشر، إلى أن العتبي ذكر أن "الأفغان" كانوا وثنيين يمارسون النهب، وهُزموا ثم اعتنقوا الإسلام.
ورغم وجود أخطاء في التواريخ والجغرافيا، إلا أن كتاب تاريخ اليميني يحتوي على معلومات قيمة حول غزوات السلطان محمود في الهند.
في مقدمة الترجمة الإنجليزية، يذكر المترجم جيمس رينولدز (الذي ترجم النسخة الفارسية من تاريخ اليميني) أنه لم يجد ذكرًا لكلمة سومنات أو القصة المتعلقة بتدمير الصنم على يد محمود، رغم أن الحملة التي يُزعم وقوع هذا الحدث خلالها مشمولة في هذا الكتاب.
النسخة الأصلية للعتبي - تاريخ اليميني - في العربية هي كتاب قصير من 70 صفحة فقط، بينما النسخة الإنجليزية التي ترجمها جيمس رينولدز تحتوي على 555 صفحة، مما يعني أنها ليست نسخة متطابقة تمامًا. لذلك، أضاف عبد الشرف الجربادقاني، الذي ترجمها إلى الفارسية، تفسيراته الخاصة.

## الترجمات المبكرة
الترجمة الفارسية لكتاب تاريخ اليميني في القرن الثالث عشر، التي قام بها الجربادقاني، تضمنت إضافات غير موجودة في الأصل ويمكن اعتبارها عملاً مستقلاً، ومع ذلك فهي نسخة موثوقة نسبيًا من الرواية التاريخية.

## العصر الحديث
تمت ترجمة تاريخ اليميني من الفارسية إلى الإنجليزية عام 1858 على يد جيمس رينولدز تحت عنوان Kitab-i-Yamini.